# Francisco Gomes de Amorim
Francisco Gomes de Amorim (ur. 1827, zm. 1891) – portugalski pisarz, poeta i dramaturg epoki romantyzmu. 

## Życiorys
Francisco Gomes de Amorim urodził się 13 sierpnia 1827 w Avelomar (A Ver-o-Mar). Pochodził z ubogiej rodziny. Jego rodzicami byli José Gomes de Amorim i Mariana Joaquina Bento. Przez trudną sytuację materialną rodziców zmuszony był opuścić szkołę w wieku dziesięciu lat. Wtedy wyjechał do Brazylii. Po pewnym czasie zajął się studiowaniem języków i zwyczajów amazońskich Indian. Do ojczyzny powrócił, kiedy miał dwadzieścia lat. Doświadczenia podróży dalekomorskiej i pobytu w Ameryce Południowej są widoczne w jego twórczości poetyckiej. Po dwóch latach znalazł się pod wpływem rewolucyjnych idei Wiosny Ludów. Jako poeta włączył się w nurt ogólnoeuropejskiej reformy polityczno-społecznej. Cieszył się opinią jednego z największych ówczesnych poetów portugalskich, również poza granicami swojej ojczyzny.

## Twórczość
Francisco Gomes de Amorim pozostawił po sobie bogatą i bardzo różnorodną twórczość literacką. Wypowiadał się w prozie fabularnej i faktograficznej, poezji lirycznej i dramacie. Jego poezja jest urozmaicona pod względem wersyfikacyjnym. Poeta stosował między innymi strofy sześciowersowe, ośmiowersowe i dziesięciowersowe (Gloria a Christo). Sławę przyniosły poecie dwa zbiory wydane w 1858, Cantos matutinos i Ephemeros. Powieściami były Os selvagens (1875), O remorso vivo(1876), Amor da patria (1879) i "Muita parra e poca uva" (1879). Wśród dramatów znalazły się Ghigi (1852), Odio de raça, Aleijões sociaes, Figados de tigre, A prohibição, A viuva, A abnegação, and Os herdeiros do millionario. Francisco Gomes de Amorim napisał też dzieło Garret, memorias biographicas, poświęcone przyjacielowi, wybitnemu poecie Almeidzie Garrettowi.